# Porsche

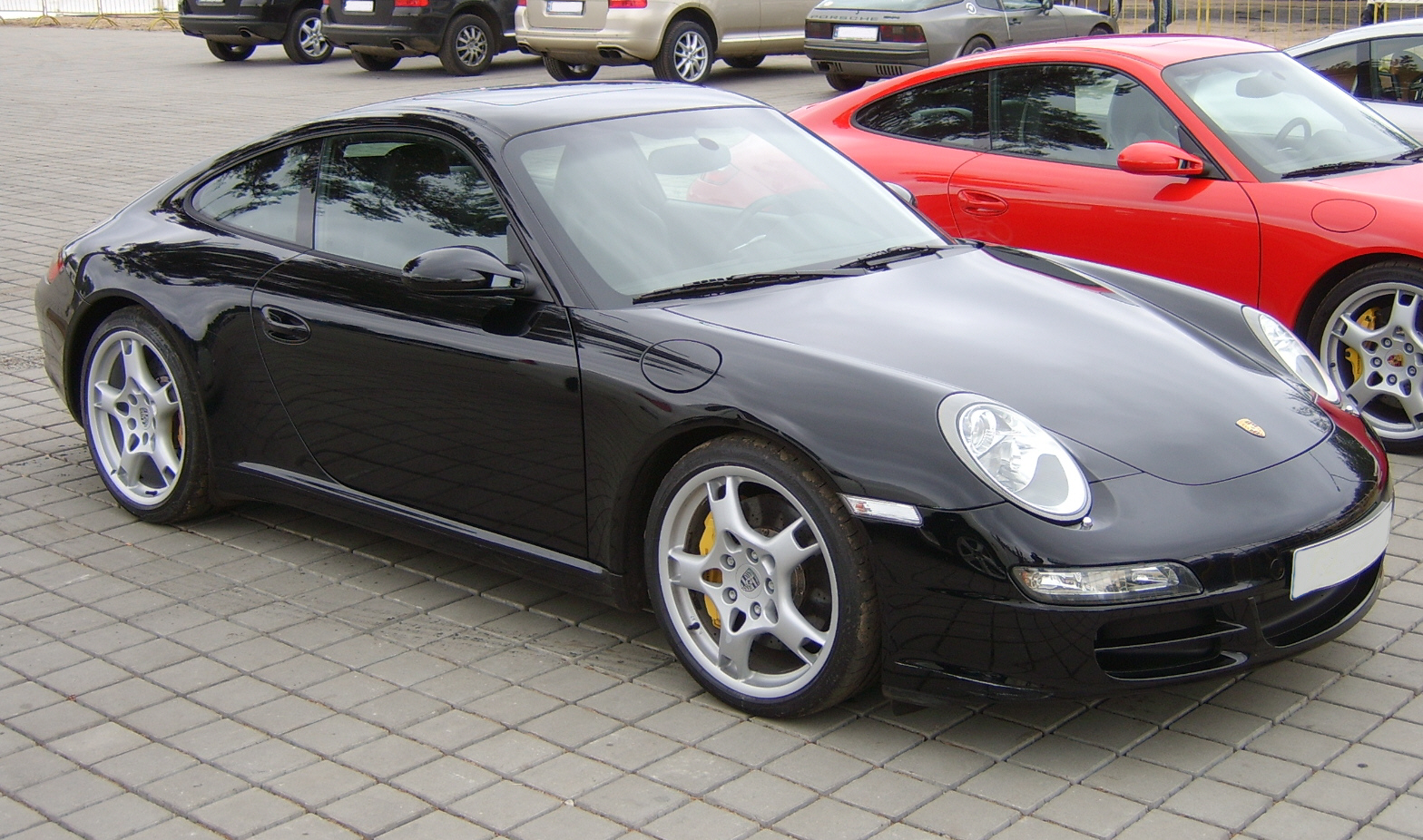
Porsche 911 Carrera (997)

Porsche AG (dlouhá forma Dr. Ing. h.c. F. Porsche Aktiengesellschaft) je německý výrobce sportovních aut, od roku 2009 součást koncernu Volkswagen. Automobilku založil roku 1931 vratislavický rodák Ferdinand Porsche.

## Charakteristika
Porsche má pověst výrobce špičkových sportovních vozidel, která jsou navzdory svému vysokému výkonu spolehlivá a poddajná pro denní užití, a také vysoké výrobní kvality a životnosti. V květnu 2006 bylo Porsche oceněno prvním místem za nejprestižnější luxusní automobilovou značku Institutem Luxusu, New York; dotazováno bylo více než 500 domácností s hrubým ročním příjmem nejméně 200 000$ a čistým jměním nejméně 750 000$.
Současná modelová řada Porsche zahrnuje vozy od vozů 718 (Boxster a Cayman), přes klasické 911, sedan a kombi Panamera a SUV Macan a Cayenne až po elektrický model Taycan. Nejslavnějším modelem je bezpochyby Porsche 911. Budoucí plány zahrnují luxusní salón a muzeum Panamera. Porsche je také na špičce ve využití moderních technologií turbopřeplňování a je prvním kdo použil nastavitelnou geometrii lopatek v turbo-přeplňování v benzínem poháněném automobilu.
Jako společnost je Porsche známé přizpůsobivostí měnícím se podmínkám trhu a finanční stabilitou, ponechávající si většinu produkce v Německu, v období, kdy se většina německých výrobců aut částečně stěhuje přinejmenším do východní Evropy nebo do zámoří. Centrála a hlavní závod sídlí stále ve Stuttgart-Zuffenhausenu, ale pro Cayenne a Carreru GT byla postavena nová továrna v Lipsku, ve východní části Německa. Produkce některých Boxsterů a Caymannů je z cizích zdrojů z Valmet Automotive ve Finsku. Větší část vozů Cayenne se staví na Slovensku. Společnost byla v poslední době nejúspěšnější a klade si cíle, být i nejvýnosnější automobilovou společností na světě (v tabulkách zisku za prodanou jednotku je na tom nejlépe Toyota).
Porsche již mnoho let poskytuje konzultační servis i pro jiné automobilky: Studebaker, Seat, Daewoo, Subaru a Yugo konzultovali s Porsche inženýrství nebo motory. Porsche také pomáhalo Harley-Davidsonu navrhnout nový motor pro novější V-Rod motocykl či navrhovalo design nových českých tramvají Škoda.
Pro Porsche je hlavní konkurencí bezpochyby italský výrobce Ferrari, ačkoli tradičně se jejich vozidla líbí zcela jiným osobnostem v stejných demografických podmínkách. Dalšími konkurenty jsou Lamborghini, Aston Martin, Mercedes-Benz, Maserati a BMW.
V roce 2009 ovládl značku Porsche koncern Volkswagen.
V roce 2019 udělala firma Porsche poslední generaci série 911 carrera a tedy série 911 carrera skončila již 8. generace

## Život zakladatele firmy
V roce 1890, když bylo Ferdinandovi Porsche 15 let, ho na naléhání poslal otec na studium do Vídně, kde pak pracoval v továrně Jacoba Lohrera. V roce 1900 vystavoval v Paříži svůj první vůz. Později byl pozván na velvyslanectví v Bernu, kde se setkal s Adolfem Hitlerem. Na základě jeho přání navrhl v roce 1934 Volkswagen – „lidový vůz“ s motorem vzadu. Automobil se začal masově vyrábět v roce 1936 a jeho výroba úplně skončila až v roce 2003. V roce 1947 pokračoval Ferdinand Porsche se synem návrhem dalšího automobilu, tentokrát pod jejich jménem, a nazvali ho Porsche 356. V následujícím roce spolu založili automobilku. Ferdinand Porsche prodělal v roce 1951 mrtvici, zemřel 30. ledna 1952.

## Historie

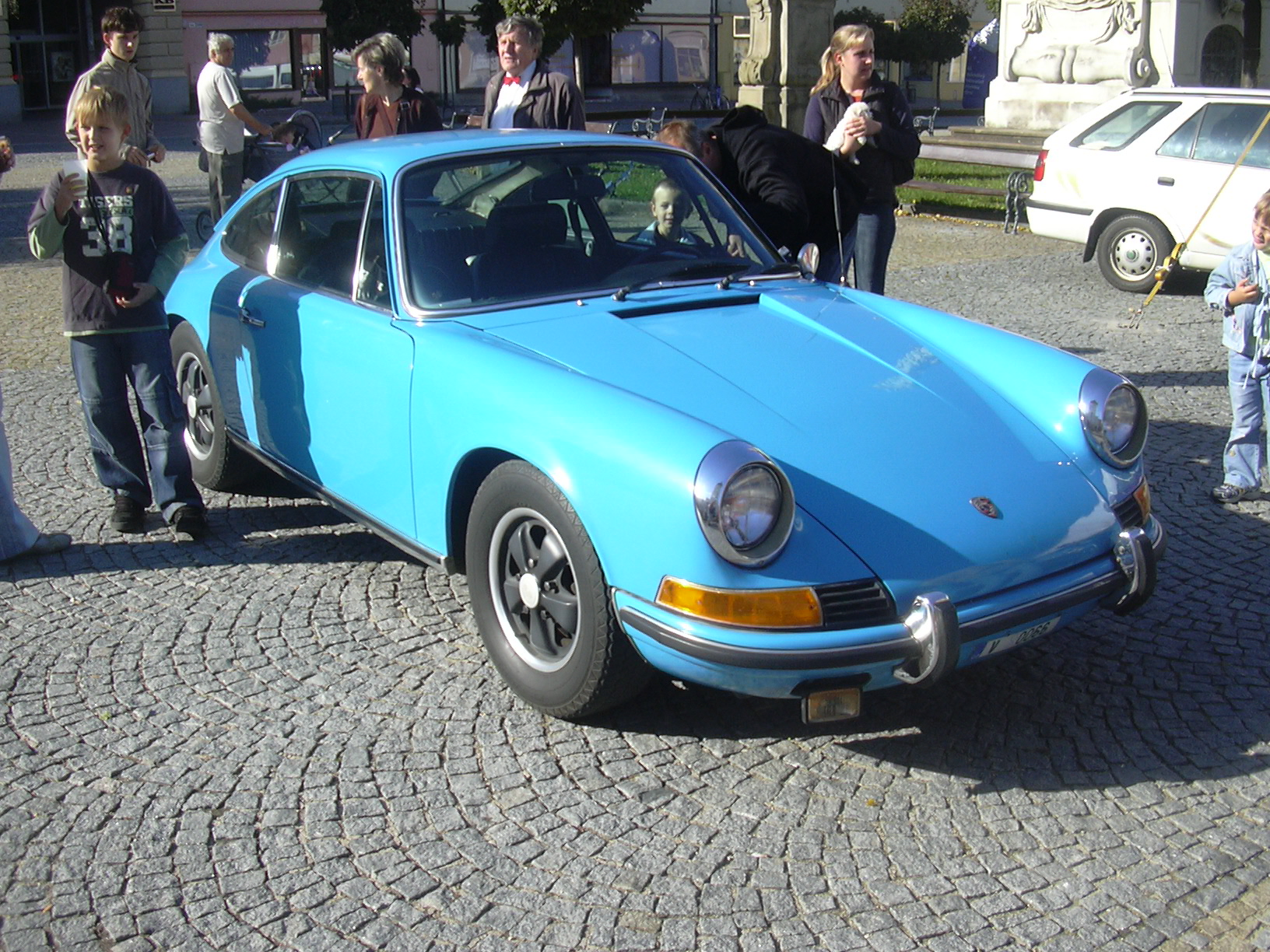
Porsche 911 T Coupé

První Porsche, Porsche 64 z roku 1938, použilo množství komponentů z vozu Volkswagen Brouk. Druhý model Porsche a první sériově vyráběné auto, sportovní vůz Porsche 356 z roku 1948, bylo původně postaveno v Gmündu v Rakousku, kam byla společnost evakuována během válečných časů, ale po postavení 49 vozů byla opět přesídlena zpět do Zuffenhausenu. Model 356 je považován za první Porsche jednoduše proto, že to byl první model prodávaný začínající společností. Ferdinand Porsche pracoval se svým synem Ferrym na návrhu 356, ale zemřel krátce poté, co byl postaven první prototyp.
356 se nabízela jako coupé, cabriolet a speedster. Konstrukce automobilu znovu použila komponenty z Brouka včetně jeho motoru, převodovky a zavěšení. Ale 356 měla vlastní vývoj, dokud většinu VW komponentů nenahradili vlastními – Porschem vyrobenými – částmi. Poslední vozy 356 byly poháněny již motorem navrženým a vyrobeným Porsche. Aerodynamický tvar byl navržen Erwinem Komendem, který také navrhl tělo Brouka.
V 1963, po několika úspěších dosažených v automobilových závodech (jmenovitě s Porsche 550 Spyder), společnost uvedla na trh Porsche 911, se vzduchem chlazeným motorem vzadu, sportovní auto, v té době se šestiválcovým motorem. Tým, vedený nejstarším synem Ferryho Porsche – Ferdinandem Alexandrem Porsche (F.A.) navrhl karosérii, ale fáze návrhu způsobila interní problémy s Erwinem Komendem, který navrhoval karosérie do té doby. F.A. Porsche vyčítal Komendovi, že udělal změny, které on neschválil. Šéf společnosti, Ferry Porsche, vzal nákresy svého syna do sousední výrobny karosérii, do Reuteru, který přinesl konečný design v roce 1963. Práce Reuteru byla později přijatá Porschem. Poté se Reuter stal výrobcem sedadel, dnes je znám jako Keiper-Recaro. Porsche 911 se stalo nejznámějším modelem, úspěšným v mnoha závodech, i v rallye, a nejvíc prodávaným modelem vůbec. Daleko více než jiný model, značku Porsche, definuje 911. Po několika generacích úprav, současný model 911 sdílí s původním modelem pouze základní mechanický koncept motoru vzadu, šestiválcový motor a základní styl. Levnější model se stejnou karoserií, ale z 356 odvozeným pohonem (obsahujícím čtyřválcový motor) byl prodáván jako 912.
Společnost měla vždy úzký vztah s Volkswagenem, a jak již bylo zmíněno, první Porsche používalo mnoho komponentů z Volkswagenu. Dvě společnosti se v roku 1969 spojily a vytvořily VW-Porsche 914 a 914-6, a v roce 1976 s Porsche 912E (jen v USA) a Porsche 924, které využívalo části Audi, vytvořily továrnu Audi Neckarsulm. Většina Porsche 944 byla také postavena z dílů VW. Porsche Cayenne, představené v roce 2002, sdílí celé šasi s VW Touareg, který je vyráběn v závodě Volkswagen v Bratislavě. Obě firmy – Audi i Škoda jsou zcela vlastněny VW. Později v 2005 Porsche převzalo 18,65 % podílu ve VW, kvůli upevnění jejich vztahu a zabránění převzetí Volkswagenem. Spekulativními uchazeči byli také Daimler, BMW a Renault.
V 1972 se právní forma společnosti změnila z omezeného partnerství na akciovou společnost (německé AG), protože Ferry Porsche a jeho sestra Louise Piëch nespolupracovali nejlépe. Následovalo zřízení výkonného orgánu, jehož členy nebyli členové rodiny Porsche, a dozorčí rady, pozůstávající hlavně z členů této rodiny. Tato změna měla za následek, že členové rodiny už nebyli ve vedení společnosti. F.A. Porsche vytvořil vlastní značkovou společnost – Porsche Design, která je proslulá exkluzivními hodinkami, slunečnými brýlemi, nábytkem a jinými luxusními produkty. Ferdinand Piëch, který byl zodpovědný za mechanický vývoj sériových a závodních vozů Porsche, založil vlastní inženýrskou kancelář a vytvořil pětiválcový řadový dieselový motor pro Mercedes-Benz. Krátce poté přešel do Audi a udělal kariéru v společnosti, kterou zcela ovládl Volkswagen.
První CEO Porsche AG, byl Dr. Ernst Führmann, který předtím pracoval jako projektant Porsche motorů. Führmann (byl zodpovědný za tzv. Führmann-motory používané v 356 Carrera modelech) plánoval přestat s výrobou 911 v sedmdesátých létech a nahradit ho sportovním vozem 928 s V8 motorem vepředu. Jak víme dnes, 911 přežilo 928. Fuhrmann byl nahrazen na začátku 80. let Peterem W. Schutzem, americkým manažerem. Ten byl v 1988 nahrazen bývalým manažerem německé počítačové společnosti Nixdorf, Arnem Bohnem, který udělal několik „drahých“ rozhodnutí, vedoucích k jeho brzkému nahrazení ředitelem výzkumu Dr. Ulrichem Bezem, dřívějším tvůrcem modelu BMW Z1 a dnes CEO Aston Martinu. Mezidobí byl CEO dlouhou dobu zaměstnanec Porsche Heinz Branitzki, předtím, než se CEO stal v roku 1993 Dr. Wendelin Wiedeking. Wiedeking převzal židli v době, když bylo Porsche velice zranitelné a hrozilo mu převzetí větší společností. Po dobu jeho 14letého funkčního období předělal Porsche do velmi efektivní a ziskové společnosti.
V roce 1990 Porsche obchodně jednalo o spolupráci s Toyotou o využití z japonských metod výroby a v současnosti Toyota asistuje u Porsche s hybridní technologií k vývoji vlastního Hybrid Cayenne SUV.
Vnuk Ferdinanda Porsche – Ferdinand Piëch byl předsedou a CEO skupiny Volkswagen od 1993 do 2002. Dnes je předseda dozorčí rady. S 12,8 % akcií s hlasovacím právem Porsche, je také druhý největší individuální vlastník společnosti Porsche AG, po jeho bratranci F.A. Porsche, který vlastní 13,6 %.
Uvedení Porsche Cayenne v roce 2002 také uvedlo novou továrnu v Lipsku, která dnes tvoří téměř polovinu roční produkce. Nový Cayenne Turbo S má druhý nejsilnější motor v historii Porsche (s nejsilnějším motorem stále zůstává Carrera GT).
V 2004 byla v Lipsku zahájená produkce Carrery GT, která je s cenou 450 000 eur nejdražším modelem, jaký kdy Porsche postavilo.
V roce 2005 rodina Porsche a Piëch kontrolovala všechny akcie společnosti s právem hlasovat. V říjnu 2005 ohlásila společnost převzetí 18,65% podílu ve Volkswagen AG a vyjádřila další úmysl převzetí dalšího podílu v budoucnu.
V květnu 2009 Volkswagen přerušil jednání o převzetí společností Porsche. Hned vzápětí německá vláda zamítla žádost firmy Porsche o státní pomoc, o kterou automobilka žádala. V červnu 2009 společnost požádala německý stát o pomoc znovu, tentokrát o poskytnutí úvěru 1,75 mld. eur. V červenci nabídl Katar za akcie Porsche a za opce na další akcie částku 7 mld. eur. Následně byl odvolán dlouholetý ředitel Wendelin Wiedeking a bylo schváleno vytvoření společného koncernu Volkswagen a Porsche.
Od roku 2021 je Porsche spoluvlastníkem firmy Bugatti Rimac, která sdružuje značky Bugatti a Rimac.

## Modely
Tanky:
- Pzkpfw. Tiger II ausf.P
- Pzjgr. Ferdinand

### Současná nabídka
- 911 (typ 992)
- 718 Boxster (typ 718)
- 718 Cayman (typ 718)
- Cayenne (typ 9YO/9Y3)
- Panamera (typ 971)
- Macan (typ 95B)
- Taycan (typ 9J1)

### Starší modely

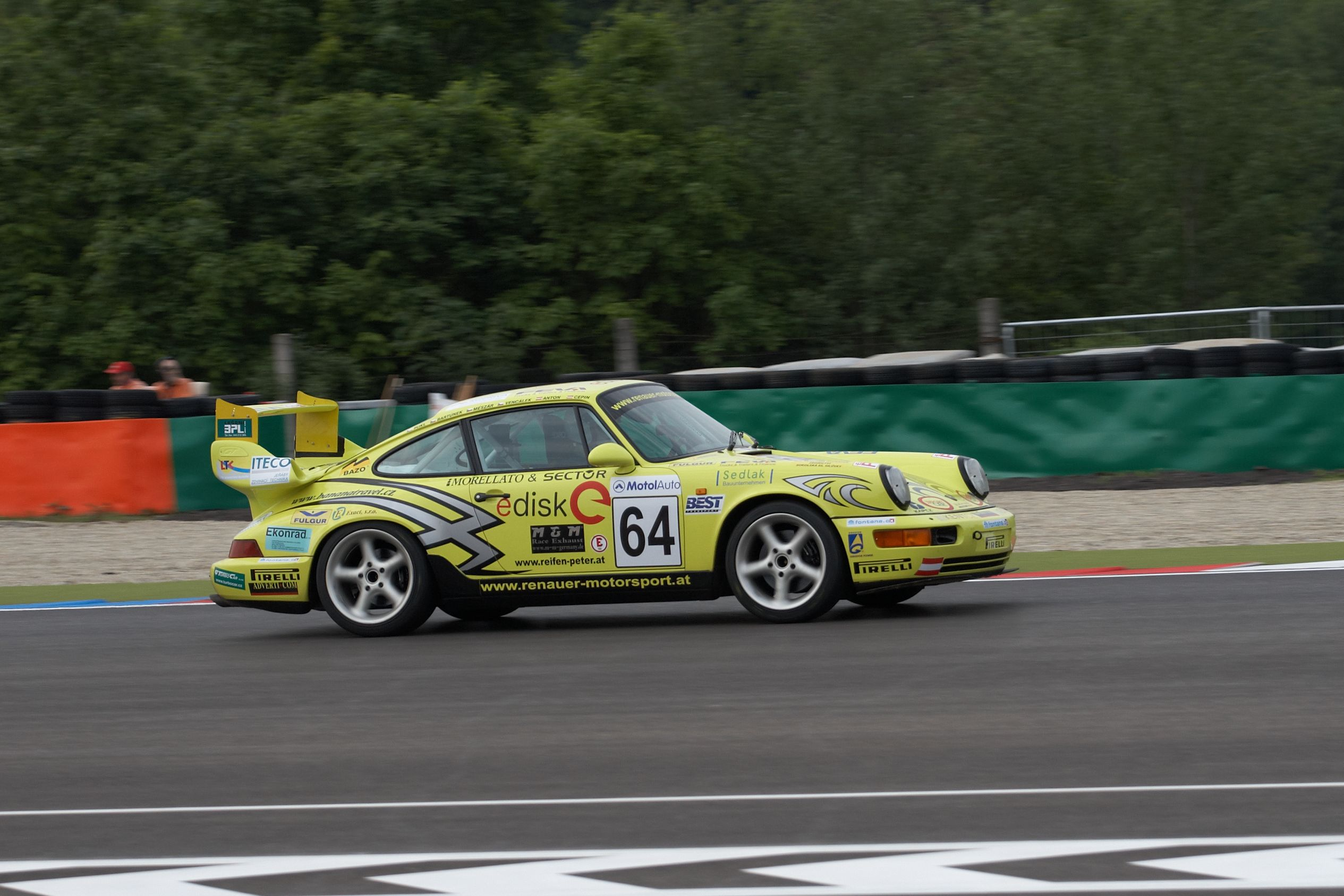
Porsche Carrera 911RS

- Porsche 911 (typ 901, 911)
- Porsche 911 Turbo (typ 930)
- Porsche 911 (typ 991)
- Porsche 911 (typ 964)
- Porsche 911 (typ 993)
- Porsche 911 (typ 996)
- Porsche 911 (typ 997)
- Porsche 912
- Porsche 914
- Porsche 918 (coupe/spyder)
- Porsche 924
- Porsche 928
- Porsche 944
- Porsche 959
- Porsche 968
- Porsche Boxster (typ 986)
- Porsche Boxster (typ 987)
- Porsche Boxster (typ 981)
- Porsche Cayman (typ 987)
- Porsche Cayman (typ 981)
- Porsche Carrera GT

Porsche 914/6

### Závodní vozy
- Porsche 64
- Porsche 360 (Cisitalia)
- Porsche 550
- Porsche 718 RSK
- Porsche 718 F2
- Porsche 804 F1
- Porsche W-R] (Spyder)
- Porsche 901
- Porsche 904
- Porsche 906 (Carrera 6)
- Porsche 907
- Porsche 908
- Porsche 909 (Bergspyder)
- Porsche 910
- Porsche 917
- Porsche 917 Pink pig
- Porsche 934
- Porsche 935 Moby Dick
- Porsche 936
- Porsche 924 (Závodní verze)
- Porsche 944 (Závodní verze)
- Porsche 948
- Porsche 954
- Porsche 956
- Porsche 959 (Rally)
- Porsche 961
- Porsche Indy March (89P a 90P)
- Porsche 966
- TWR-Porsche
- Porsche 911 GT1
- Porsche RS Spyder
- Porsche 911 (Závodní verze)
- Porsche 963

### Prototypy a koncepty vozů
- Porsche 114
- Porsche 356/1
- Porsche 695 (911 prototyp)
- Porsche 901 (911 prototyp)
- Porsche 916
- Porsche 959 Prototype
- Porsche 942
- Porsche 969
- Porsche Panamericana
- Porsche 989
- Porsche Varrera
- Porsche Boxster Concept
- Porsche Carrera GT Concept
- Porsche E2

### Traktory
- Porsche Type 110
- Porsche AP Series
- Porsche Junior
- Porsche Standard
- Porsche Super
- Porsche Master
- Porsche 312